# 利沃韋 (赫爾松州)
46°47′38″N 33°9′7″E / 46.79389°N 33.15194°E

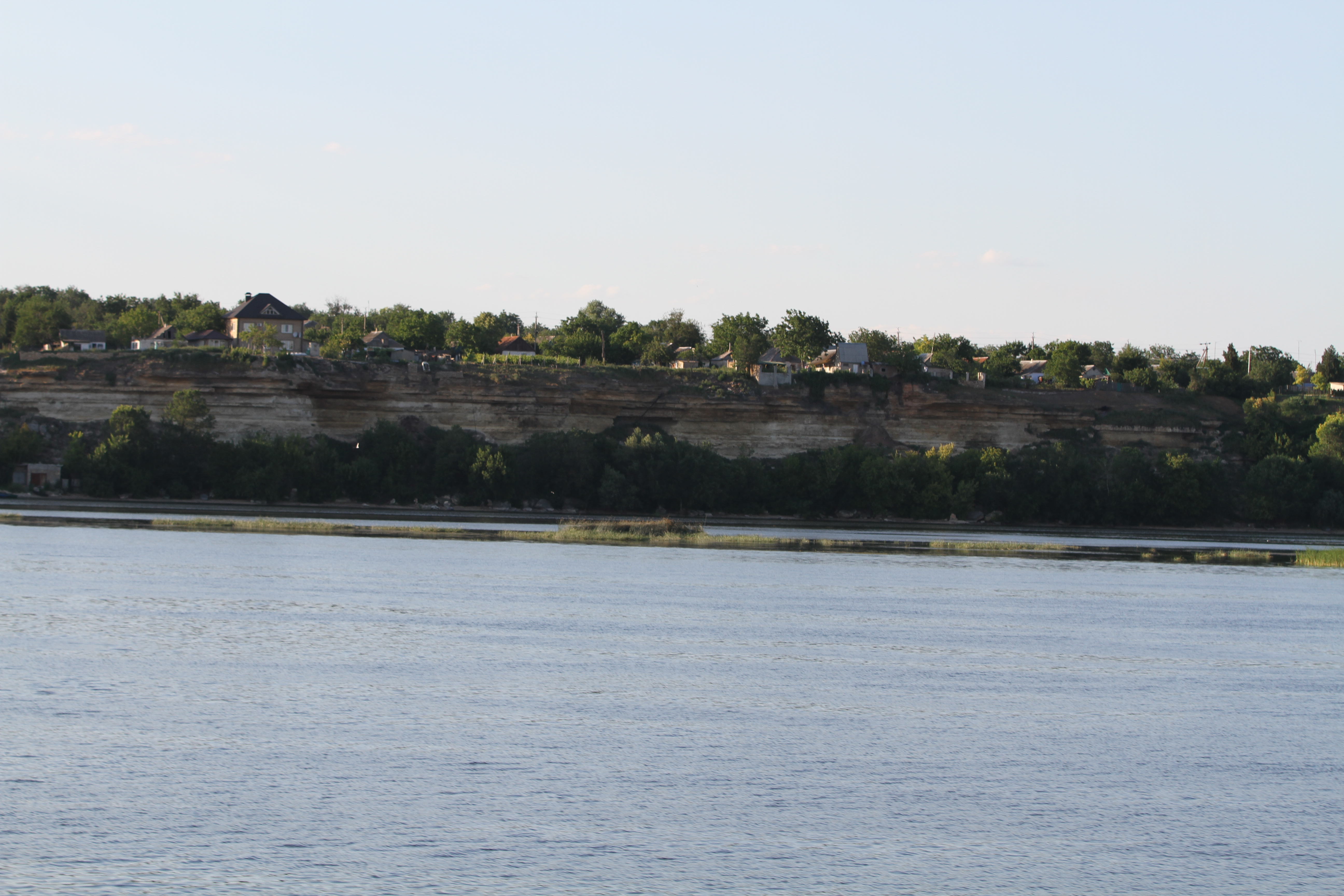
从第聂伯河中眺望村庄

利沃韋（烏克蘭語：Львове），是烏克蘭南部赫爾松州別里斯拉夫區佳亨卡市镇内的村落。面積84平方公里，海拔高度46米，2024年人口145，人口密度每平方公里30.5人。